# Comuni metropolitani della Turchia
I comuni metropolitani (in turco büyükşehir belediyeleri) costituiscono degli enti locali territoriali della Turchia che rispondono alle esigenze di coordinamento e azione comune delle amministrazioni locali delle aree maggiormente popolate del Paese.
Corrispondono a 30 delle 81 province della Turchia a seguito della riforma degli enti locali del 2012, secondo la quale tutte le province con più di 750 000 abitanti assumono lo status di comune metropolitano e la loro popolazione viene considerata interamente urbana.

## Elenco dei comuni metropolitani
| Comune metropolitano | Data di istituzione | Popolazione (2013) | Popolazione (2014) | Numero di distretti |
| -------------------- | ------------------- | ------------------ | ------------------ | ------------------- |
| Adana                | 5 giugno 1986       | 2 149 160          | 2 165 595          | 15                  |
| Ankara               | 23 marzo 1984       | 5 045 083          | 5 152 072          | 25                  |
| Adalia               | 9 settembre 1993    | 2 158 265          | 2 222 562          | 19                  |
| Aydın                | 6 dicembre 2012     | 1 020 957          | 1 041 579          | 17                  |
| Balıkesir            | 6 dicembre 2012     | 1 162 761          | 1 189 057          | 20                  |
| Bursa                | 18 giugno 1986      | 2 740 970          | 2 787 539          | 17                  |
| Denizli              | 6 dicembre 2012     | 963 464            | 978 700            | 19                  |
| Diyarbakır           | 9 settembre 1993    | 1 607 437          | 1 635 048          | 17                  |
| Erzurum              | 9 settembre 1993    | 766 729            | 763 320            | 20                  |
| Eskişehir            | 9 settembre 1993    | 799 724            | 812 320            | 14                  |
| Gaziantep            | 20 giugno 1986      | 1 844 438          | 1 889 466          | 9                   |
| Hatay                | 6 dicembre 2012     | 1 503 066          | 1 519 836          | 15                  |
| Mersina              | 9 settembre 1993    | 1 705 774          | 1 722 255          | 13                  |
| Istanbul             | 23 marzo 1984       | 14 160 467         | 14 377 018         | 39                  |
| Smirne               | 23 marzo 1984       | 4 061 074          | 4 113 072          | 30                  |
| Kayseri              | 7 dicembre 1988     | 1 295 355          | 1 322 376          | 16                  |
| Kocaeli              | 9 settembre 1993    | 1 676 202          | 1 722 795          | 12                  |
| Konya                | 20 giugno 1986      | 2 079 225          | 2 108 808          | 31                  |
| Malatya              | 6 dicembre 2012     | 762 538            | 769 544            | 13                  |
| Manisa               | 6 dicembre 2012     | 1 359 463          | 1 367 905          | 17                  |
| Kahramanmaraş        | 6 dicembre 2012     | 1 075 076          | 1 089 038          | 11                  |
| Mardin               | 6 dicembre 2012     | 779 738            | 788 996            | 10                  |
| Muğla                | 6 dicembre 2012     | 866 665            | 894 509            | 13                  |
| Ordu                 | 14 marzo 2013       | 731 452            | 724 268            | 19                  |
| Sakarya              | 6 marzo 2000        | 917 373            | 932 706            | 16                  |
| Samsun               | 9 settembre 1993    | 1 261 810          | 1 269 989          | 17                  |
| Tekirdağ             | 6 dicembre 2012     | 874 475            | 906 732            | 11                  |
| Trebisonda           | 6 dicembre 2012     | 758 237            | 766 782            | 18                  |
| Şanlıurfa            | 6 dicembre 2012     | 1 801 980          | 1 845 667          | 13                  |
| Van                  | 6 dicembre 2012     | 1 070 113          | 1 089 542          | 13                  |
| Totale               |                     | 58 999 701         | 59 968 586         | 519                 |

## Storia
Istituiti per la prima volta nel 1984 per le città di Ankara, Istanbul e Smirne, i presupposti istitutivi dei comuni metropolitani sono più volte mutati. Prima del 2012 vi erano 16 comuni metropolitani in quali si sovrapponevano all'ordinaria divisione amministrativa delle province turche in distretti, comprendendo ciascuno diversi centri di distretti (ilçe belediyeleri) che conseguentemente costituivano dei comuni soggetti al comune metropolitano. Comuni rurali (belde belediyeleri) e villaggi (köyler) appartenenti ai distretti non erano compresi nel comune metropolitano. Nelle aree più densamente urbanizzate il distretto poteva essere occupato da un unico centro parte del comune metropolitano. I comuni metropolitani di Istanbul e Kocaeli, prima del 2012, erano i soli che si estendevano su tutti i distretti delle rispettive province.

### Elenco dei comuni metropolitani prima del 2012
| Comuni metropolitani | Popolazione (2009) | Distretti |
| -------------------- | ------------------ | --- |
| Adalia               | 955 573            | Aksu, Döşemealtı, Kepez, Konyaaltı, Muratpaşa |
| Adana                | 1 563 545          | Çukurova, Karaisalı, Sarıçam, Seyhan, Yüreğir |
| Ankara               | 4 306 105          | Altındağ, Akyurt, Ayaş, Bala, Çankaya, Çubuk, Elmadağ, Etimesgut, Gölbaşı, Kalecik, Kazan, Keçiören, Mamak, Pursaklar, Sincan, Yenimahalle |
| Bursa                | 1 854 285          | Gemlik, Gürsu, Kestel, Mudanya, Nilüfer, Osmangazi, Yıldırım |
| Diyarbakır           | 834 854            | Bağlar, Kayapınar, Sur, Yenişehir |
| Erzurum              | 368 146            | Aziziye, Palandöken, Yakutiye |
| Eskişehir            | 617 215            | Odunpazarı, Tepebaşı |
| Gaziantep            | 1 295 050          | Şahinbey, Şehitkamil, Oğuzeli |
| Istanbul             | 12 782 960         | Adalar, Arnavutköy, Ataşehir, Avcılar, Bağcılar, Bahçelievler, Bakırköy, Başakşehir, Bayrampaşa, Beşiktaş, Beykoz, Beylikdüzü, Beyoğlu, Büyükçekmece, Çatalca, Çekmeköy, Esenler, Esenyurt, Eyüp, Fatih, Gaziosmanpaşa, Güngören, Kadıköy, Kağıthane, Kartal, Küçükçekmece, Maltepe, Pendik, Sancaktepe, Sarıyer, Silivri, Sultanbeyli, Sultangazi, Şile, Şişli, Tuzla, Ümraniye, Üsküdar, Zeytinburnu |
| Kayseri              | 911 984            | Hacılar, İncesu, Kocasinan, Melikgazi, Talas |
| Kocaeli              | 1 422 752          | Başiskele, Çayırova, Darıca, Derince, Dilovası, Gebze, Gölcük, İzmit, Kandıra, Karamürsel, Kartepe, Körfez |
| Konya                | 1 003 373          | Karatay, Meram, Selçuklu |
| Mersina              | 842 230            | Akdeniz, Mezitli, Toroslar, Yenişehir |
| Sakarya              | 548 120            | Adapazarı, Akyazı, Arifiye, Erenler, Ferizli, Hendek, Karapürçek, Sapanca, Serdivan, Söğütlü |
| Samsun               | 519 601            | Atakum, Canik, İlkadım, Tekkeköy |
| Smirne               | 3 276 815          | Aliağa, Balçova, Bayındır, Bayraklı, Bornova, Buca, Çiğli, Foça, Gaziemir, Güzelbahçe, Karabağlar, Karşıyaka, Kemalpaşa, Konak, Menderes, Menemen, Narlıdere, Seferihisar, Selçuk, Torbalı, Urla |